# 扬·迪斯马斯·泽伦卡
扬·迪斯马斯·泽伦卡（捷克語：Jan Dismas Zelenka；1679年10月16日—1745年12月23日），波西米亚作曲家。早年在布拉格从耶稣会士接受音乐教育，1710年到德累斯顿宫廷任职，期间曾到维也纳从约翰·富克斯学对位法。后来他结识了巴赫并与之成为好友。1745年在德累斯顿逝世。

## 作品節選
泽伦卡主要创作宗教音乐，他的作品中运用了娴熟的对位技巧，体现了崇高的情感。从上世纪60年代起，泽伦卡的音乐得到了广泛的复兴，特别是在中欧各国。
学者莱希将其作品分类用用ZWV编号。他的主要作品有：
- ZWV 13　D大调弥撒《致崇高的谢意》弥撒曲
- ZWV 17　A小调圣三位一体弥撒
- ZWV 18　E小调 弥撒
- ZWV 19　C大调 父神弥撒
- ZWV 20　C大调 圣子弥撒
- ZWV 21　A小调 众圣弥撒
- ZWV 45　C小调安魂曲
- ZWV 46　D大调安魂曲
- ZWV 48　D小调安魂曲
- ZWV 53　6 Lamentationes pro hebdomada sancta
- ZWV 55　27 Responsoria pro Hebdomada Sancta
- ZWV 181 6 首三重奏奏鸣曲